# Banabaans
Banabaans is een dialect van het Kiribatisch. Het wordt vooral gesproken op het eiland Banaba en op het eiland Rabi, behorend tot Fiji, meer dan 2000 kilometer verder.
De oorzaak van deze spreiding, waarbij de meerderheid van de Banabaans-sprekenden op Rabi terechtgekomen zijn, is dat na de Tweede Wereldoorlog een grote deportatie heeft plaatsgevonden om fosfaatwinning mogelijk te maken.
Het huidig Banabaans is een vertakking van het Kiribati (Gilbertaans), er schijnt overigens voor de kolonisatie een oudere inheemse taal op Banaba bestaan te hebben.